# Xanthorhoini
Xanthorhoini là một tribe của geometer moths under phân họ Larentiinae.

## Recognized genera
- Acodia Rosenstock, 1885
- Austrocidaria Dugdale, 1971
- Camptogramma Stephens, 1831
- Catarhoe Herbulot, 1951
- Chrysolarentia Butler, 1882
- Costaconvexa Agenjo, 1949
- Disclisioprocta Wallengren, 1861
- Enchoria Hulst, 1896
- Epirrhoe Hübner, 1825
- Epyaxa Meyrick, 1883
- Euphyia Hübner, 1825
- Glaucorhoe Herbulot, 1951
- Herreshoffia Sperry, 1949
- Juxtephria Viidalepp, 1976
- Loxofidonia Packard, 1876
- Orthonama Hübner, 1825
- Protorhoe Herbulot, 1951
- Psychophora Kirby, 1824
- Scotopteryx Hübner, 1825
- Xanthorhoe Hübner, [1825]
- Zenophleps Hulst, 1896